# Sittrans
Sittrans ist ein Hersteller von Forstmaschinen in Banská Štiavnica, Slowakei. Er vertreibt seine Produkte unter dem Markennamen Equus (lateinischer Ausdruck für Pferd).

## Geschichte
Im Jahr 2014 mit vier Mitarbeitern gegründet, verfügt das Unternehmen heute über 42 Angestellte und Arbeiter. Die wesentlichen Produkte sind Skidder (Rücketraktoren und spezielle Forstschlepper) sowie Forwarder (Rückezüge und Tragschlepper). Holzvollernter sind in Planung (Stand Oktober 2020). Nach eigenen Angaben stellt Sittrans pro Jahr rund 50 Forstschlepper in Serie her und verkauft sie weltweit.
Für Deutschland sind zwei Unternehmen als Vertriebs- und Servicepartner tätig.
Darüber hinaus bestehen Vertriebs- und Servicepartnerschaften in Tschechien, Polen, dem Vereinigten Königreich, Frankreich, Italien, Russland und anderen Ländern.